# Lucky Air
Lucky Air é uma companhia aérea de baixo custo com sede em Iunã, China. Sua base principal é o Aeroporto Internacional de Kunming Changshui. A companhia aérea é um dos quatro membros fundadores da U-FLY Alliance.

## História
A companhia aérea foi fundada em julho de 2004 como uma companhia aérea start-up conhecida como Shilin Airlines. A Hainan Airlines investiu 2,93 milhões de yuans na empresa, enquanto sua afiliada Shanxi Airlines investiu 47,07 milhões de yuans. A Yunnan Shilin Tourism Aviation Co. também investiu mais 1 milhão de yuans.
Em 23 de dezembro de 2005, a Shilin Airlines foi renomeada para Lucky Air. Ela iniciou suas operações com um voo entre Kunming e Dali, em Iunã, em 26 de fevereiro de 2006.
A companhia aérea é propriedade da Hainan Airlines, Shanxi Airlines e Yunnan Shilin Tourism Aviation. Em março de 2007, a empresa possuia 263 funcionários.

## Frota

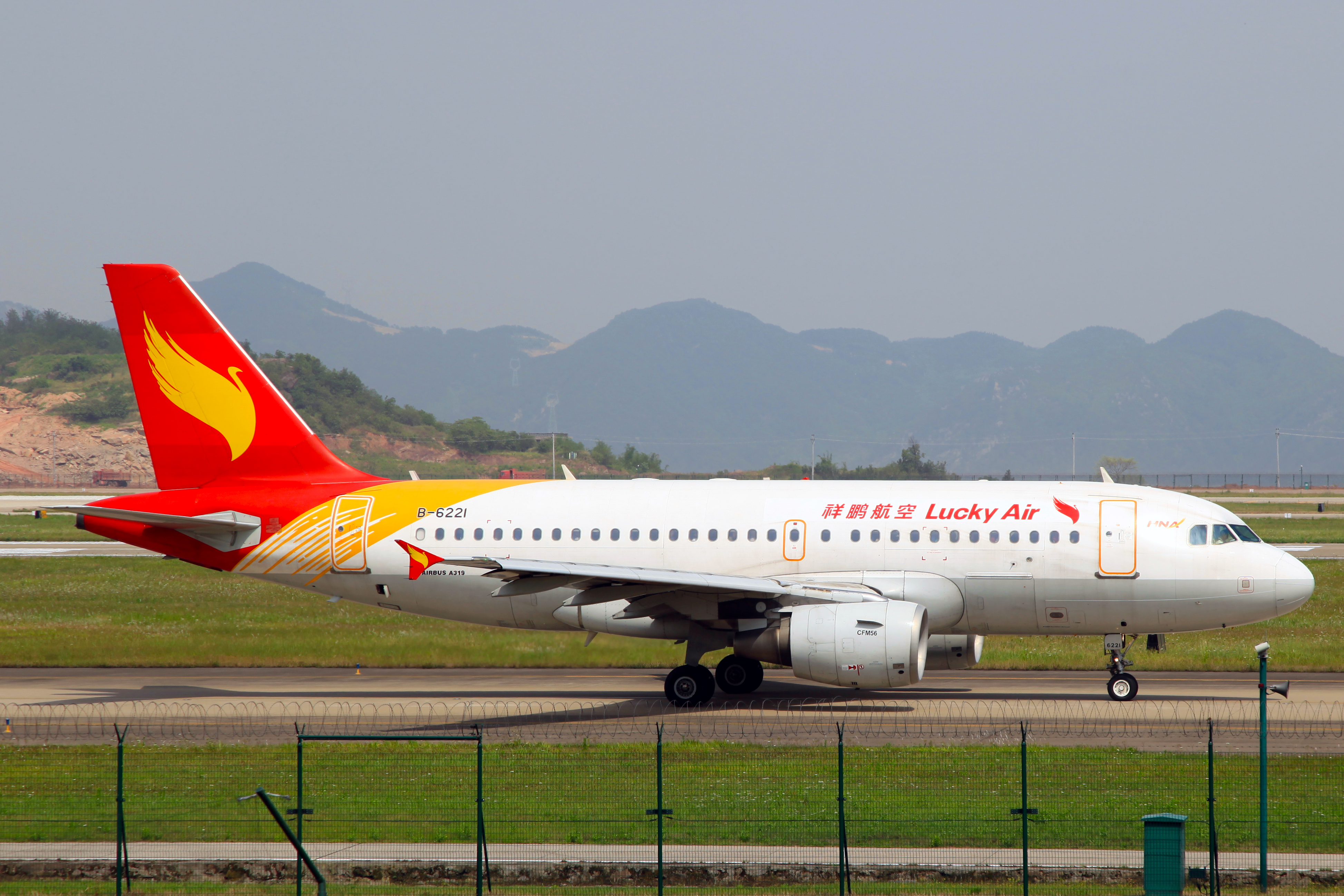
Um Airbus A319-100 da Lucky Air

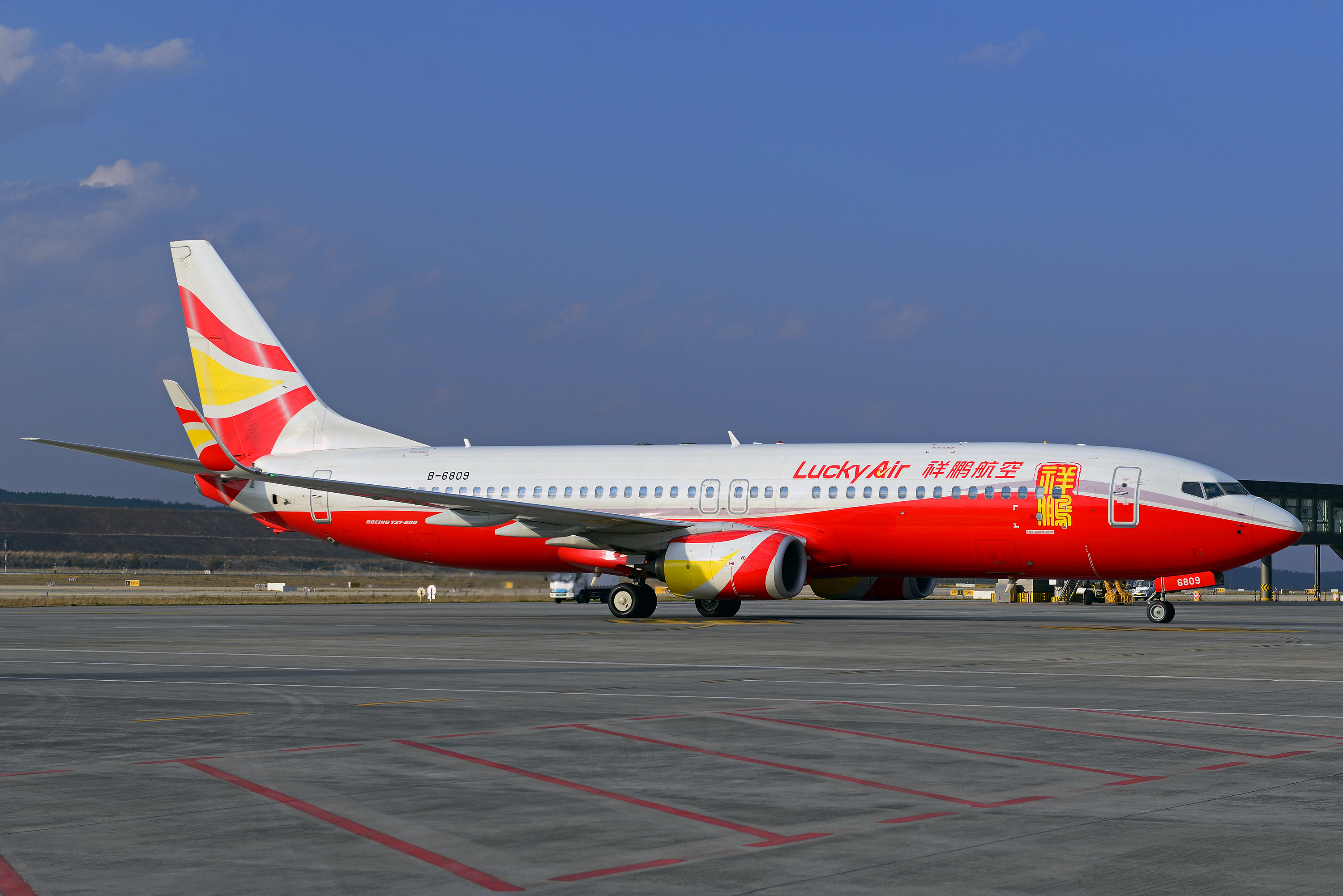
Um Boeing 737-800 da Lucky Air

A frota da Lucky Air consiste nas seguintes aeronaves (Outubro de 2020):
| Aeronaves        | Em Serviço | Ordens | Passageiros | Notas |
| ---------------- | ---------- | ------ | ----------- | ----- |
| Airbus A319-100  | 1          | –      | 128         |       |
| Airbus A320-200  | 7          | –      | 158         |       |
| Airbus A320neo   | 6          | –      | 186         |       |
| Airbus A330-300  | 5          | –      | 292-303     |       |
| Boeing 737-700   | 10         | –      | 128-148     |       |
| Boeing 737-800   | 21         | –      | 164         |       |
| Boeing 737 MAX 8 | 3          | 1      | 176         |       |
| Total            | 53         | 1      |             |       |